# Армавирская ТЭЦ
ТЭЦ является генерирующей мощностью ОАО «Кубаньэнерго» (дочерняя операционная компания ОАО «Холдинг МРСК»).

## Перспективы
В середине 2011 год На Армавирской ТЭЦ ведется широкомасштабная реконструкция.
В настоящее время Армавирская ТЭЦ обеспечивает порядка 35-40 процентов тепла в Армавире. Устаревшее оборудование станции ставило под угрозу нормальное прохождение осенне-зимнего периода. Местная администрация потребовала от Армавиртеплоэнерго начать реконструкцию станции, чтобы не доводить ситуацию до критической. Эти условия были приняты, и теперь в реконструкцию ТЭЦ планируется вложить более 15 миллионов рублей. Работы здесь уже идут полным ходом: предстоит отремонтировать котловое хозяйство и кровлю главного корпуса.
Работы по реконструкции Армавирской ТЭЦ не ограничатся только нынешним годом. Между руководством станции и администрацией города подписан протокол, согласно которому будет разработана долгосрочная инвестиционная программа по строительству новых генерирующих мощностей.